# غلامرضا ارژنگ
غلامرضا ارژنگ (متولد ۲ آذر ماه ۱۳۱۵، لس آنجلس) پژوهشگر ایرانی و مؤلف کتاب‌های دستور زبان فارسی و آیین نگارش دوره‌های راهنمایی و دبیرستان است.

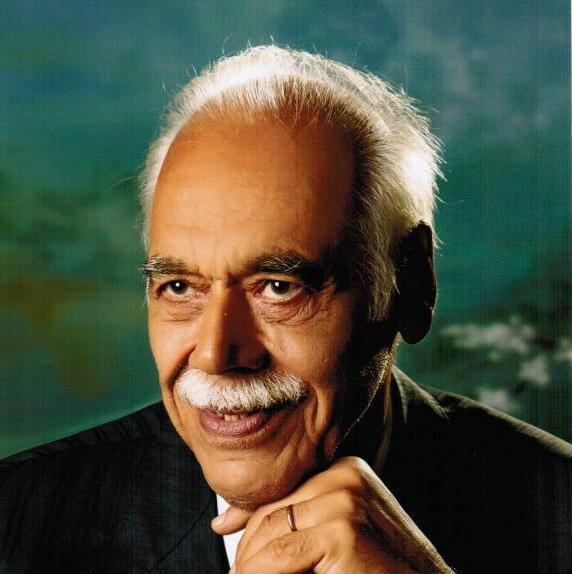

## زندگی و تحصیلات
غلامرضا ارژنگ در قم، در خانواده‌ای به دنیا آمد که اهل بیدگل کاشان بودند و در دوران شورش نایب حسین خان کاشی، به دلیل خودداری از همکاری با عوامل او به قم مهاجرت کرده بودند. او در سن ۹ سالگی پدرش را از دست داد. در سال ۱۳۳۲ و در سن ۱۷ سالگی با درخواست خود و اجازه دادگاه تاریخ تولد خود را به ۱۳۱۲ تغییر داد تا بتواند به شغل آموزگاری مشغول گردد. در ۱۳۳۸ پس از چند سال تدریس، گواهینامه ششم متوسطه ادبی و در ۱۳۴۱ لیسانس ادبیات و زبان فارسی از دانشگاه تهران را دریافت کرد. وی در ۱۳۴۵ گواهی نامه آموزش زبان فرانسه از انستیتو ایران و فرانسه گرفت و در سال ۱۳۴۹ فوق لیسانس علوم تربیتی از دانشگاه تهران دریافت کرد.

## فعالیت‌های حرفه‌ای
ارژنگ از سال ۱۳۳۲ به شغل آموزگاری در قم مشغول و سال ۱۳۴۲ به آموزش و پرورش تهران منتقل شد و تا ۱۳۵۰ در دبیرستان‌های پهلوی، امیرکبیر و مروی تهران تدریس نمود. از آن زمان (۱۳۵۰) تا سال ۱۳۵۹ با سمت کارشناسی در مرکز تحقیقات و برنامه ریزی درسی و سازمان کتاب‌های درسی کار نمود. (بعدها این دو تشکیلات در سازمان پژوهش وزارت آموزش و پرورش ادغام شد) ارژنگ در این سال‌ها با دیگر همکارانش، کتاب‌های درسی دستور زبان فارسی و آئین نگارش دوره‌های راهنمایی و دبیرستان را براساس شیوه نوین آموزشی نگاشت، همچنین تغییر رسم-الخط فارسی از صورت نوشتن اتصال کلمات مرکب به صورت انفصالی یا جدا از هم را در کتاب‌های درسی سال‌های ۱۳۵۲ وارد نمود.
پس از بازنشستگی به درخواست خود در سال ۱۳۵۹، تا سال ۱۳۸۵، در مدارس عالی و آموزش ضمن خدمت در وزارت درمان و آموزش پزشکی، آموزش و پرورش و دانشگاه‌های آزاد و دوره‌های باز آموزی صدا و سیما مشغول تدریس دستور زبان فارسی، ادبیات فارسی، آئین نگارش بود.

از سال ۱۳۹۰ با فرهنگستان زبان و ادب فارسی، گروهِ فرهنگ نویسی، در تألیفِ فرهنگ جامع زبان فارسی همکاری نموده و تهیّه و تنظیمِ تعریفِ مدخل‌های اصطلاحاتِ دستورِ زبان، آرایه‌های شعری، عروض و قافیه و همچنین ویرایش و بررسی و بازبینیِ نهاییِ جلدِ اوّلِ همین فرهنگ (حرفِ آ) را بر عهده داشته‌است.

## تالیفات
۱ - دستور زبان فارسی (دوره سه سالهٔ راهنمایی)، با همکاری دکتر حسن انوری و دکتر حسن احمدی گیوی، وزارت آموزش و پرورش، ۱۳۵۳.

۲ - آیین نگارش (سال اول دبیرستان) با همکاری دکتر حسن انوری، وزارت آموزش و پرورش. ۱۳۵۳.

۳ - کتاب نگارش و سخنوری (سال چهارم دبیرستان) با همکاری دکتر نادر وزین پور، وزارت آموزش و پرورش. ۱۳۵۶.

۴ - دستور زبان فارسی (سال‌های دوم، سوم و چهارم دبیرستان)، با همکاری دکتر علی اشرف صادقی، وزارت آموزش و پرورش، ۱۳۵۷.

۵ - شیوه نامهٔ رسم‌الخط فارسی برای کتاب‌های درسی و انتشارات آموزشی، شرکت در تنظیم، وزارت آموزش و پرورش ۱۳۶۱.

۶ - فارسی عمومی دانشگاه پیام نور، ۱۳۷۰.

۷ - دستور زبان فارسی امروز روش زبان شناختی، نشر قطره. ۱۳۷۱.

۸ - زبان و ادب فارسی فارسی عمومی دانشگاهها، نشر قطره. ۱۳۷۳.

۹ - فرشتهٔ گندمزار و سیمرغ آفتاب انتشارات سروش، ۱۳۷۳.

۱۰ - پنج گفتار دستوری، انتشارات الست.

۱۱ - نگارشی از قصاید و غزلیات سعدی شامل کلیهٔ آثار سعدی (به جز مجالس و گلستان) نشر قطره. ۱۳۸۳.

۱۲ - گردآوری هزار و یک غزل شورانگیز از چهارصد شاعر کهن و معاصر، نشر قطره، ۱۳۸۵.

۱۳ - آیین نگارشنشر قطره. ۱۳۹۰ .

۱۴ - ویرایش زبانی برای نثر فارسی امروز، نشر قطره. ۱۳۹۰.

۱۵ - علیت و مقوله‌های علت و معلول ضرورت و تصادف، امکان و واقعیت و جبر و اختیار، آماده چاپ.

۱۶ - گردآوری چهارصد غزل شورانگیز از هزار و یک غزل، زیر چاپ .

۱۷ - داستان آفرینش انسان، آماده چاپ.

۱۸ - آتشکده خاموش، (مجموعهٔ اشعارِ نویسنده در زمینه‌های غنایی، اجتماعی و سیاسی).

۱۹ - شیوهٔ نگارشِ فارسی، (پژوهش نامه نویسی، پایان‌نامه نویسی و نشانه گذاری). نشر قطره، ۱۳۹۲.
مقالات
قید در زبان فارسی امروز؛ مجلهٔ وحید، شماره ۸، سال ۱۳۴۷.

صفت و نقش دستوری آن در زبان فارسی معاصر؛ مجلهٔ دانشکدهٔ ادبیات و علوم انسانی دانشگاه تهران، شماره ۳، دوره ۸، در ۲۸ صفحه، ۱۳۵۰.

دستور یک استاد، نقد جامع بر دستور دکتر پرویز ناتل خانلری؛ نشریه کتاب امروز، بهار ۱۳۵۱، نشر شرکت سهامی کتاب‌های جیبی.

حرف ربط (پیوند)؛ نشریهٔ سومین کنگره تحقیقات ایرانی، ۱۳۵۳.

تحول قالب‌های عروضی در شعر فارسی معاصر؛ مجموعهٔ خطابه‌های نخستین کنگره تحقیقات ایرانی، ۱۳۵۳.

ضمیر و نقش دستوری آن؛ مجموعهٔ سخنرانی‌های کنگره تحقیقات ایرانی، ۱۳۵۵.

نقد و بررسی برنامهٔ فارسی دانشگاه‌ها (نقد گزیدهٔ ادب فارسی، مشهور به تألیف پنج استاد). مجله آدینه، ۱۳۶۶/۸/۱.

کندو کاوی در کتاب‌های دستور (نقد دستور فرهنگ و ادب)؛ مجله آدینه.

آموزش و پرورش و اصول آن؛ مجله دانشمند، ۱۳۶۷
.
نقدی بر دستور زبان فارسی کتاب‌های دبیرستانی بعد از انقلاب اسلامی ۱۳۵۷:؛ روزنامه ابرار.

صورت شعر در کتاب‌های آموزش پیش از دبستان؛ مجلهٔ آدینه. ۱۳۸۶/۴/۱۰

ویرایش و بررسی و بازبینیِ نهاییِ جلد اوّل فرهنگ جامع زبان فارسی (حرف آ) در ۱۱۶۰ صفحه، انتشارات فرهنگستان زبان و ادب فارسی. ۱۳۹۲.

مقاله‌های دیگر انتقادی دستوری، ادبی و اجتماعی، مجلهٔ راهنمای کتاب و مجلهٔ آدینه و روزنامه‌های محلی استوار و پیکار مردان قم